# Universiteit Leuven (1425-1797)
De Universiteit Leuven, in het Latijn Studium Generale Lovaniense, of Universitas Studii Lovaniensis, werd gesticht in 1425 en bleef actief tot aan haar opheffing einde 1797. Het was de eerste en gedurende anderhalve eeuw ook de enige universiteit van de Nederlanden.

## Geschiedenis

### Stichting

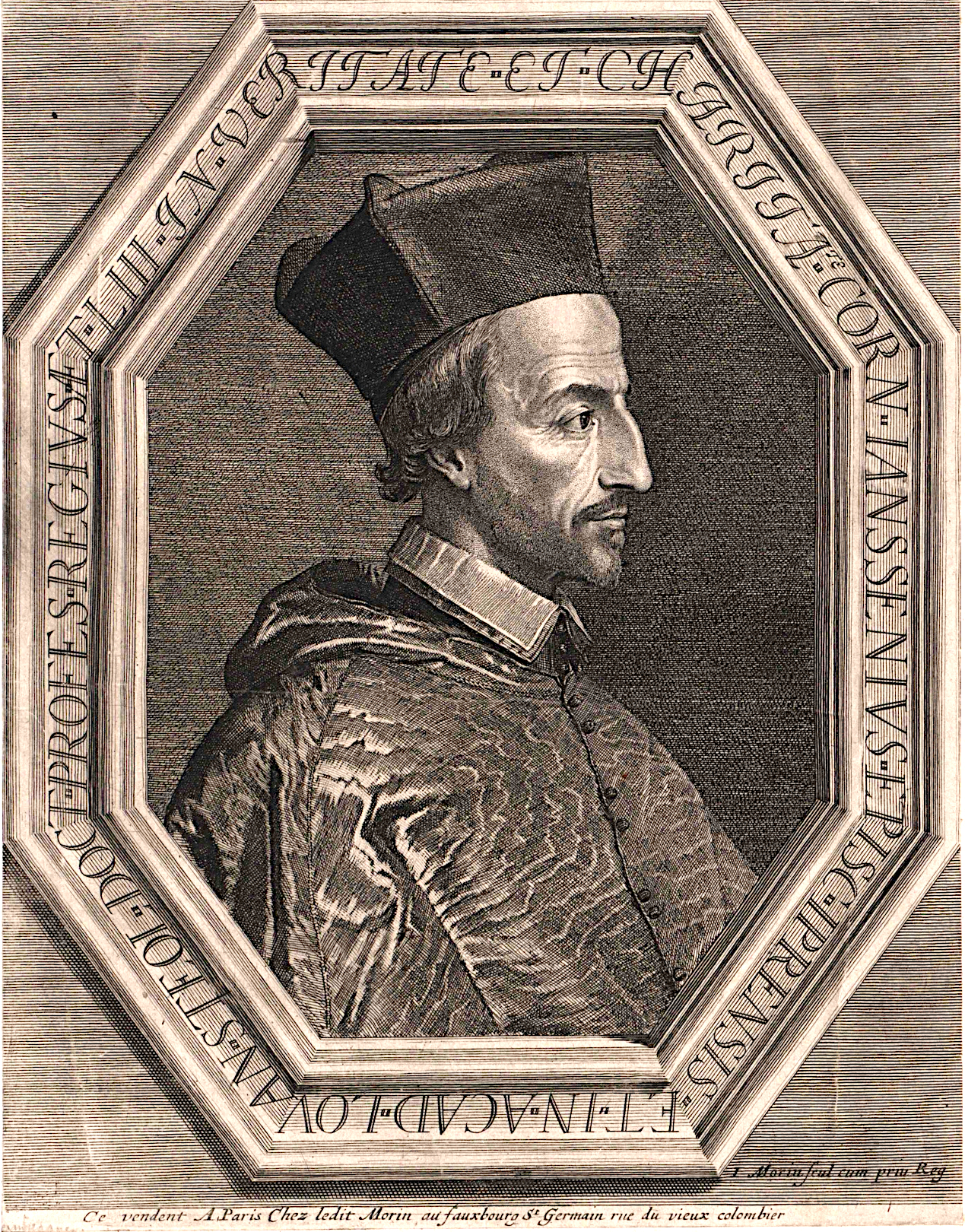
Cornelius Jansenius, een professor aan de oude Universiteit van Leuven.

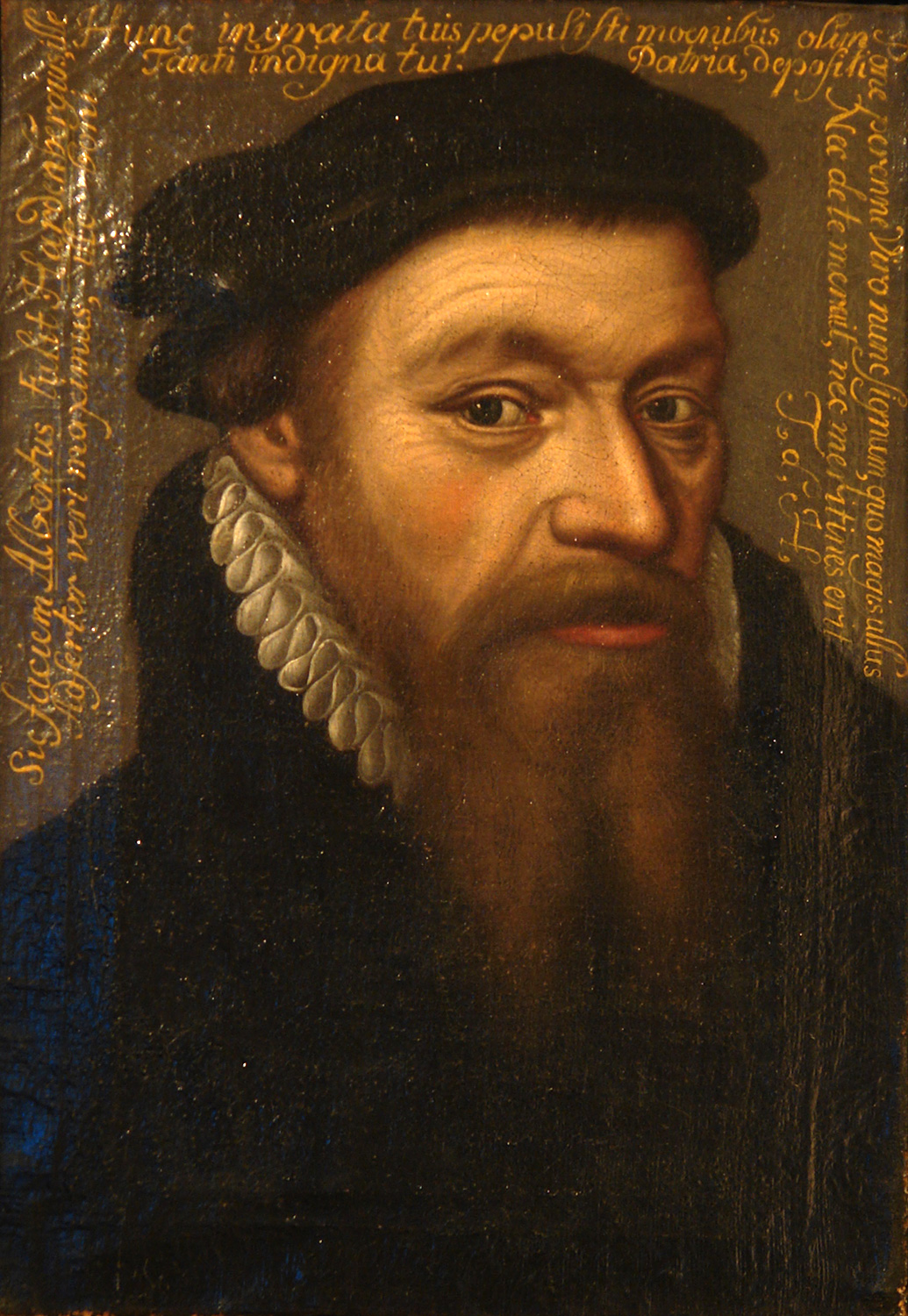
Albertus Risaeus, nam deel aan de reformatorische beweging in de Universiteit Leuven.

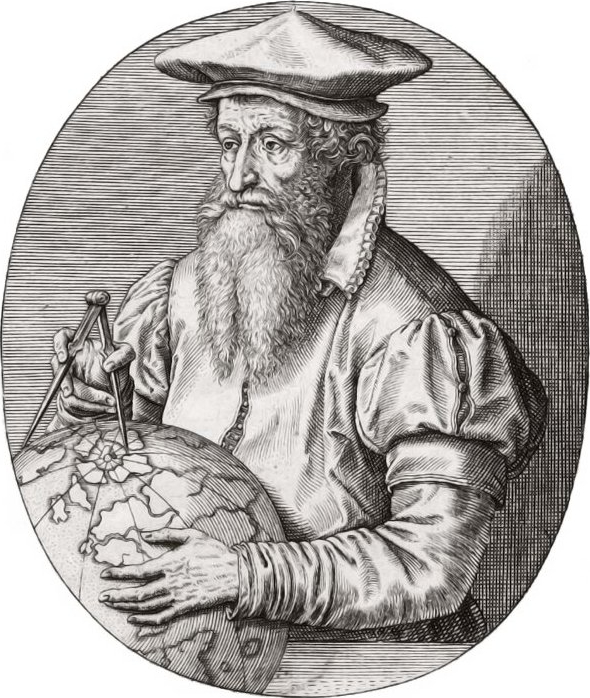
Gerardus Mercator, nam deel aan de protestantse beweging in de Universiteit Leuven. Hij werd samen met een groep Leuvense burgers op verdenking van lutheranisme door de inquisitie gearresteerd en vluchtte naar Duitsland.

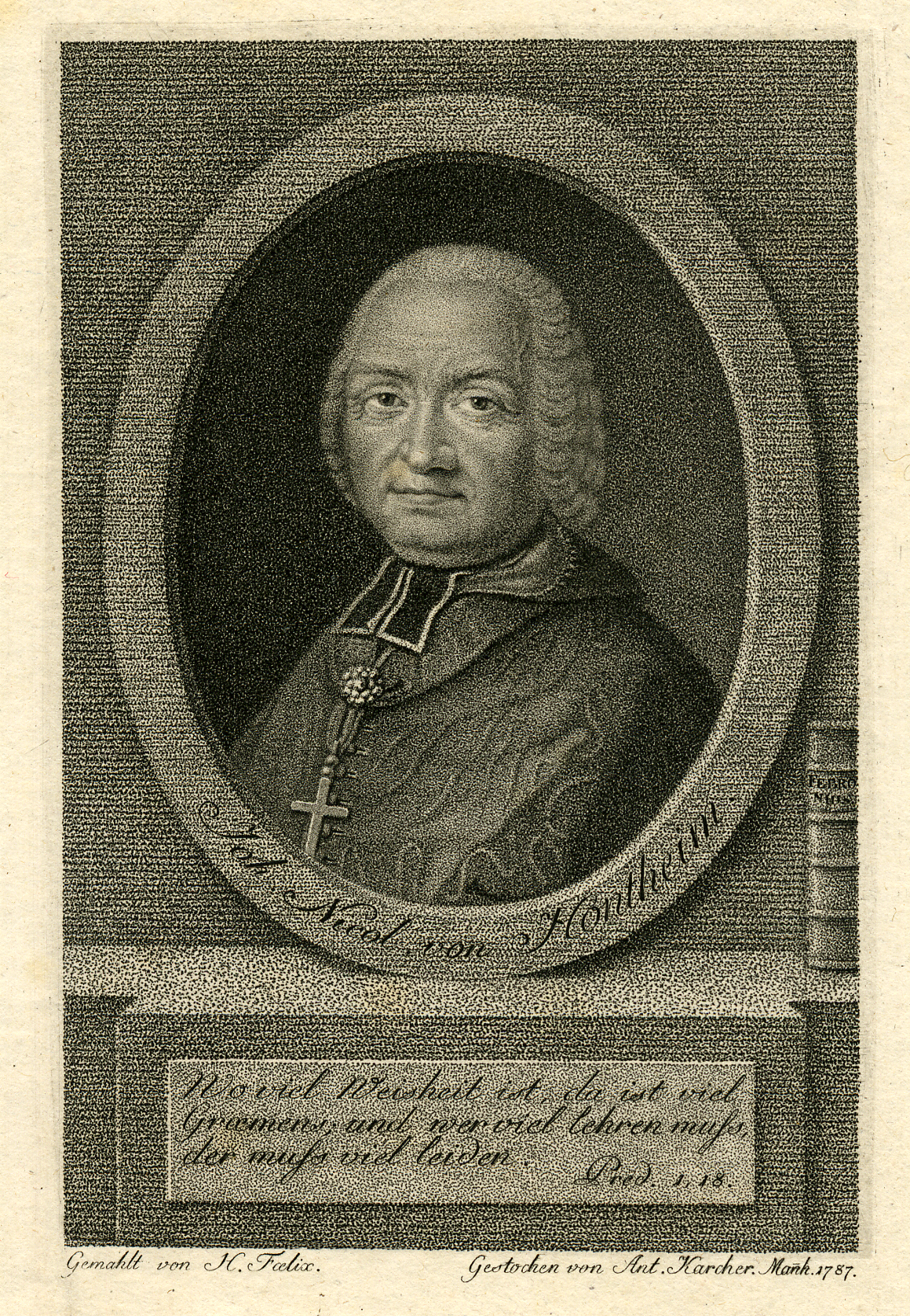
Febronius, oud-student en leerling van Van Espen.

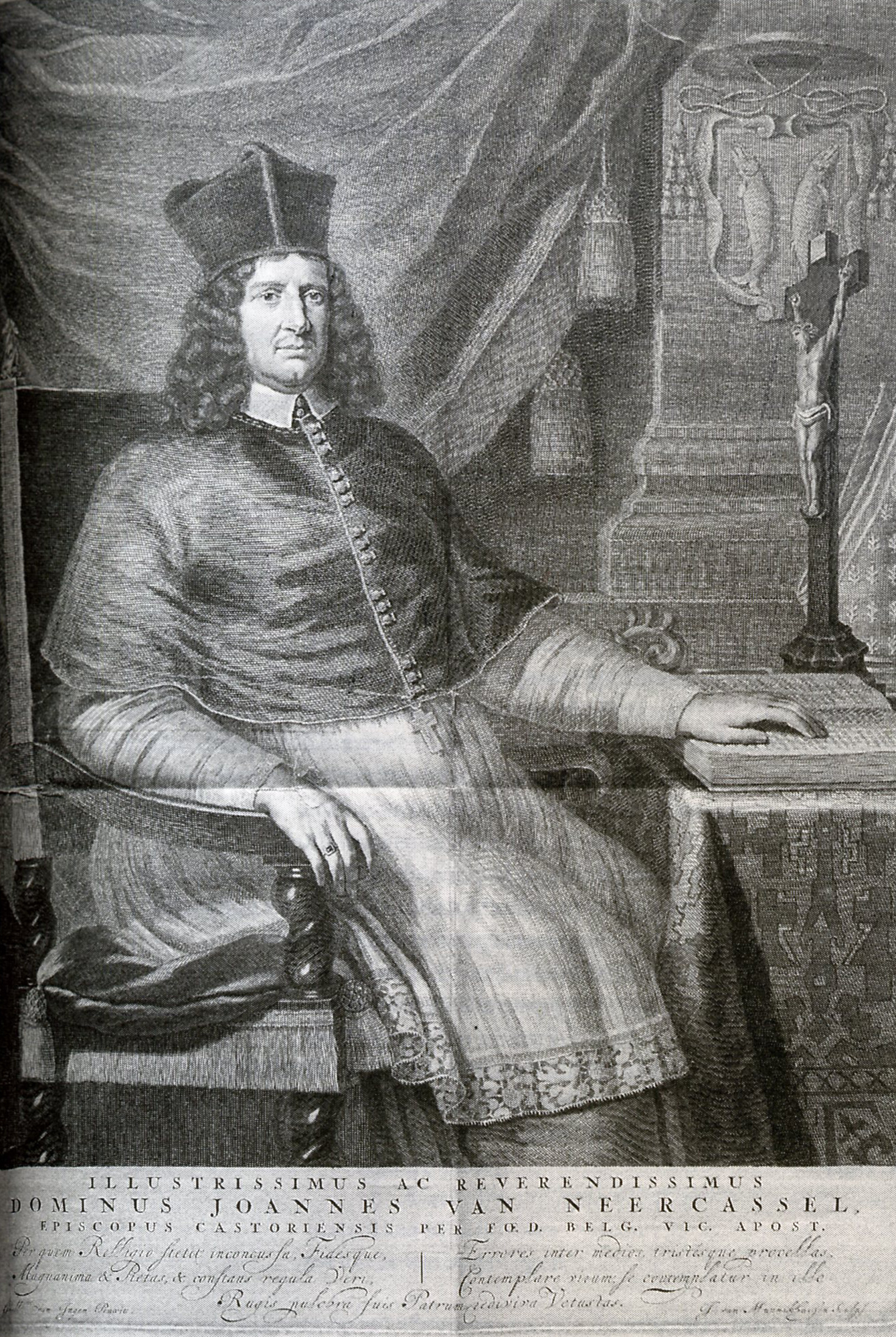
Johannes van Neercassel, oud-student, jansenistisch bisschop van Utrecht. Gravure van J. van Munnikhuisen naar een portret van Willem van Ingen.

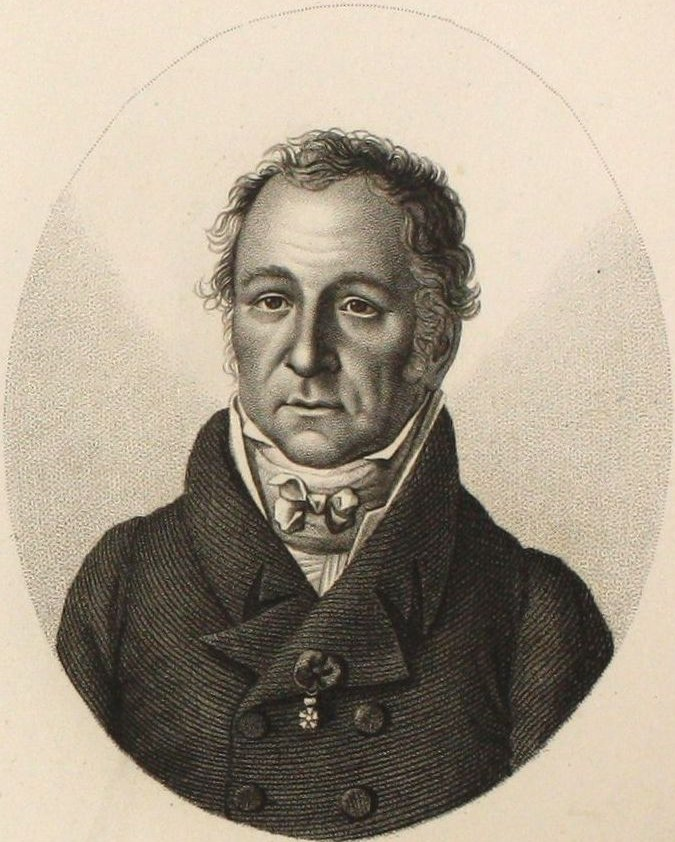
Charles Lambrechts (1753-1825), professor in kerkelijk recht (1777), rector magnificus van de Universiteit van Leuven in 1786, minister van Justitie van de Franse Republiek en vrijmetselaar, lid van de loge Vraie et Parfaite Harmonie in Bergen.

De universiteit die in 1425 in Leuven haar lessen aanvatte kwam er door toedoen van hertog Jan IV van Brabant (1403-1427), gesteund door zijn raadgevers Engelbert van Nassau en Emond van Dynter, en nog anderen zoals Hendrik vander Leck, heer van Heeswyk; Jan van Glymes, heer van Bergen-op-Zoom; Jan t'Serjacobs, abt van Affligem; Jan Geeraerts, abt van Tongerloo; Jan Bont, lid van de Souveraine Raad van Brabant, en ook nog Pieter de Becker, rekeningenmeester van het hertogdom, samen met de burgerlijke overheid van de stad Leuven, die ook grotendeels de nieuwe instelling financierde. De zwakke hertog werd in het genomen initiatief sterk ondersteund door zijn neef, hertog Filips de Goede, die hem weldra als hertog van Brabant zou opvolgen en vanaf 1422 de sterke man in Brabant was. Voor Bourgondië had hij in 1422 de Universiteit van Dole gesticht, die een pendant moest krijgen in de noordelijke pool van zijn rijk (de Landen van herwaarts over). Anders dan Dole werd de universiteit in de Nederlanden geen studenten- maar een magisteruniversiteit. Ze was eerst aan Brussel aangeboden, maar die stad had geweigerd uit vrees voor studentengeweld zoals dat van 1419 in Parijs.
Willem Neve, scholaster van de Sint-Pieterskerk, werd naar Rome gestuurd om de toelating van de paus te vragen. Hij werd de eerste rector van de universiteit. De stichting van de nieuwe universiteit betekende wel het einde van de secundaire kapittelschool van de Sint-Pieterskerk. De stad vergoedde Willem Neve financieel voor het verlies van inkomen als scholaster. De universiteit werd een rechtspersoon, met een eigen jurisdictie, inbegrepen de fiscale autonomie en bevoegdheid voor strafrecht van toepassing op haar leden. Drie instanties moesten akkoord gaan met de overdracht van de eigen juridische bevoegdheid aan de universiteit: de hertog, het stadsbestuur en het kapittel van Sint-Pieter. Deze akkoorden kwamen er. Aanvankelijk waren de betrekkingen tussen de hoogleraren van de nieuwe Universiteit Leuven en dit kapittel niet bepaald vriendelijk omdat de nieuwe universiteit als een concurrent werd aangezien. Bovendien zat dit kapittel tussen hamer en aambeeld, namelijk tussen de universiteit en de bisschop van Luik. Leuven behoorde immers tot het bisdom Luik (tot 1559) en de Luikse bisschop was niet opgezet met het verlies van macht van het kapittel, lees: met verlies van zijn bisschoppelijke macht. Jan van Heinsberg, bisschop van Luik, begon een proces in Rome tegen de stichting van de universiteit in Leuven; hij dreigde ermee het hele kapittel van Sint-Pieter in de ban van de kerk te slaan. Zo ver is het niet gekomen, maar het geeft aan hoe heftig de spanningen opliepen.
De stichting van het Leuvense Studium Generale gebeurde, volgens de normale procedure voor de oprichting van nieuwe kloosters of universiteiten, door een pauselijke bul: op 9 december 1425 vaardigde paus Martinus V Sapientie immarcescibilis uit en nog drie andere juridische bullen. Leuven werd de eerste en zeer lange tijd ook de enige universiteit in de Lage Landen. Ze verdedigde haar monopolie met succes tot in 1562 de Universiteit van Dowaai opende (die voor de Zuidelijke Nederlanden echter grotendeels haar betekenis verloor toen in 1668 Frans-Vlaanderen door de Franse koning werd veroverd en vervolgens door Spanje aan Frankrijk werd afgestaan). In 1575 werd de Universiteit van Leiden opgericht, als derde universiteit in de Nederlanden.

### 15e eeuw
In haar oorspronkelijke vorm bestond de universiteit uit één basisfaculteit — de faculteit van de Artes, die als een soort propedeuse werd beschouwd — en twee hogere faculteiten, rechten (Facultas iuris utriusque, kerkelijk recht en burgerlijk recht) en geneeskunde, die een vervolgopleiding aanboden. In 1432 kwam daar ook nog een faculteit godsgeleerdheid bij.
De universiteit kreeg van de stad Leuven de beschikking over de Lakenhallen (waar later het bestuurlijke centrum van de huidige Katholieke Universiteit Leuven werd gehuisvest). Aanvankelijk kreeg de universiteit een deel van de Lakenhal als leslokaal; vanaf 1679 kreeg zij de hele Lakenhal in bezit, want de gilde der Lakenwevers verhuisde naar de overzijde van de Naamsestraat, in de pas gebouwde Dekenij.
De Faculteit Godgeleerdheid Leuven was eeuwenlang de meest eerbiedwaardige van alle faculteiten. Ze bood onderwijs in de scholastieke geest aan. Ook de basisfaculteit entte haar onderwijs in grote mate op de scholastiek. Inhoudelijk was het gebaseerd op de 'Septem Artes Liberales'. Deze vrije kunsten, of middeleeuwse wetenschappen, beheersten sinds de 11e eeuw het onderwijs in de klooster-, abdij-, kathedraal-, kapittel- en domscholen (het middeleeuwse middelbare onderwijs). In het universitaire onderwijs werden grammatica en retorica, die respectievelijk gericht waren op het leren schrijven en spreken van het Latijn, vervangen door fysica en metafysica. Het Latijn, werd immers gekend geacht en was dan ook de voertaal binnen een zeer multiculturele populatie van studenten en lectoren.
Aan de faculteit van de Rechten kon men na het doorlopen van de opleiding in de Artes een opleiding in kerkelijk of burgerlijk (Romeins) recht kiezen. Afgestudeerden vervulden later functies in kerkelijke rechtbanken, de hertogelijke raad en de administratie van bisdommen.
Het onderwijs aan de medische faculteit bestond in de eerste plaats uit de bespreking van antieke en Arabische medische traktaten van auteurs zoals Hippocrates, Galenus en Averroës. Van wetenschappelijk onderzoek was nog geen sprake. Het aantal studenten aan deze faculteit was overigens heel beperkt. Medische ingrepen gebeurden in de middeleeuwen immers vooral door chirurgijnen, voor wie de geneeskunde een ambacht was dat ze vooral door praktijkervaring leerden. Andries van Wesel, beter bekend onder zijn geleerd pseudoniem Vesalius, zal hier verandering in brengen door zelf anatomisch onderzoek te verrichten.

### 16e eeuw
Oorspronkelijk had het onderwijs aan de universiteiten een statisch en deductief karakter (cf. de scholastieke methode en de filosofie van Thomas van Aquino) en baseerde het zich op vertalingen en bloemlezingen van antieke geschriften, en geschriften door de kerkvaders.
In het begin van de zestiende eeuw kwam daar onder invloed van het humanisme verandering in. Onder inspiratie en leiding van de humanist Desiderius Erasmus werd in 1518 in Leuven het Collegium Trilingue' (Drietalencollege) opgericht. Daar werden de drie 'gewijde' talen Latijn, Grieks en Hebreeuws bestudeerd. In tegenstelling tot vroeger werden Griekse en Hebreeuwse teksten nu ook in hun oorspronkelijke taal bestudeerd en niet langer aan de hand van een Latijnse vertaling of bloemlezing. De terugkeer naar taal, literatuur en wetenschap van de oudheid stimuleerde ook de belangstelling voor de natuur en de aardse werkelijkheid waarin men leefde. Nieuwe methoden van persoonlijk en kritisch onderzoek verdrongen het middeleeuwse geloof in de autoriteit van gezaghebbende teksten. Rond deze tijd was de universiteit met zo'n 3.000 studenten uitgegroeid tot, na de Sorbonne, de grootste en belangrijkste van Europa.
Tegelijk nam de universiteit het voortouw in het bestrijden van het protestantisme. In een vroeg stadium nam ze kennis van Luthers werken en ging ze een heftige polemiek aan. In overleg met de Keulse collega's veroordeelden de Leuvense theologen op 7 november 1519 de doctrines van Luther. Nadat paus Leo X hen hierin was gevolgd, beval keizer Karel V een algemene inbeslagname van lutherse publicaties. In Leuven werden voor een tribune een 80-tal boeken, vooral gedrukt bij Dirk Martens, aan de vlammen prijs gegeven. De Index van Leuven (1546, 1550, 1558) illustreerde de hechte samenwerking tussen universiteit, keizer en kerk om de orthodoxie te verdedigen.
Ook bij het oprichten van de inquisitie namen de Leuvens theologen mee het initiatief, met onder meer Jacobus Latomus. 
In de tweede helft van de 16e eeuw ging het wetenschappelijke leven in de Zuidelijke Nederlanden erop achteruit onder invloed van de godsdienstoorlogen (de protestantse Reformatie en — vooral — de katholieke reactie daarop onder de vorm van de Contrareformatie). Het natuurwetenschappelijke onderwijs aan de Leuvense universiteit knoopte opnieuw aan bij het middeleeuwse denken. De universiteit stagneerde dan ook als wetenschappelijk centrum, maar bleef het belangrijkste vormingscentrum voor de katholieke elite.
In 1575 werd met de Universiteit Leiden de eerste universiteit van de Noordelijke Nederlanden gesticht. Daar hechtte men meer belang aan het opkomende wetenschappelijke onderzoek dan in het Zuiden.

### 17e en 18e eeuw
De stagnatie van het wetenschappelijk onderzoek en het universitaire onderwijs in de Zuidelijke Nederlanden bleef gedurende de hele 17e en 18e eeuw aanhouden.
De Leuvense Universiteit was in die eeuwen een centrum van Jansenisme en Gallicanisme in Europa. In feite was de universiteit in grote mate afhankelijk van de burgerlijke overheid, die de professoren benoemde en betaalde. Ze was dus in ruime mate een staatsuniversiteit, die grotendeels buiten de invloed bleef van de bisschoppen. Tot op het einde, met als rector onder meer Charles Lambrechts (1753-1825), bewoog de universiteit zich voor een groot deel in de sfeer van de Verlichting zoals ze door keizer Jozef II en in de Zuidelijke Nederlanden door Karl Johann Philipp von Cobenzl, Patrice-François de Neny en andere gezagdragers werd ondersteund. 
Verschillende professoren die het Jansenisme steunden waren: 
- Baius (1512-1589),
- Cornelius Jansenius (1585-1638),
- Petrus Stockmans (1608-1671),
- Johannes van Neercassel (1625-1686),
- Zeger Bernhard van Espen (1646-1728),
- Febronius (1701-1799),
- Josse Le Plat (1732-1810).

Nochtans was deze houding, zelfs toen, niet unaniem. Een deel van de professoren bleef trouw aan de paus van Rome en aan de ultramontanen onder de bisschoppen. Onder hen zijn te vermelden:
- de augustijn en hoogleraar Bernardus Désirant (1656-1725), tegenstander van Van Espen en protagonist in de Fourberie de Louvain (falsificatie van Leuven),[14]
- Christiaan Frans Terswaek (1725-1781), hoogleraar in de scholastieke theologie,
- Jacob Thomas Jozef Wellens (1726-1784), president van het Naamse College,
- Laurens Jozef Lelivelt (1708-1765), hoogleraar in de scholastieke theologie en president van het Hollands College,
- Jean-Noël Paquot, (1722-1803), erudiet bibliograaf en hebraïst aan het Collegium Trilingue,
- de medicus Adriaan Van Rossum (1705-1789),
- Jozef Maugis (1711-1780), voorstander van de strenge augustiniaanse leer,
- de nog jonge bibliothecaris Cornelius Franciscus de Nelis (1736-1798),
- en zijn opvolger Jan Frans van de Velde (1743-1823).

Ze werden gevolgd door veel studenten, vooral onder de talrijke theologanten.  
In deze periode vormde de universiteit twee universiteiten als het ware, onder eenzelfde naam.

### Voorrechten en immuniteiten
De universitaire gemeenschap was een corporatie die jurisdictionele en fiscale voorrechten genoot. Overeenkomstig de stichtingsbul Sapientie immarcescibilis droegen de stichters in 1426 hun rechtsmacht over aan de rector. De stadsmagistraat van Leuven deed dat op 6 september, het Sint-Pieterskapittel op 5 oktober en de hertog van Brabant schoorvoetend op 7 november. Weliswaar was onderhandeld dat de rector de bevoegdheid voor zware misdaden vrijwel onmiddellijk teruggaf aan de hertog. Uit dit privilegium fori groeide een academisch gerechtelijk apparaat, gebouwd rond de rectorale rechtbank en het Hof van de Conservator van de privileges. Deze academische rechtscolleges beslechtten civiele en penale geschillen waarbij leden van de universiteit waren betrokken, zijnde de suppositi of suppoosten: doctors, magisters, studenten en leden (membra), maar ook hun dienstpersoneel. Een belangrijke figuur was voorts de promotor, die tegelijk als aanklager en als hoofd van de universitaire politie fungeerde. Beroep was mogelijk bij het Hof van Vijf Rechters. Daarnaast bestonden nog andere rechtbanken, zoals het Tuchtcollege van de Artesfaculteit.
Op gebied van belastingen en accijnzen waren de universitairen vrijgesteld. Nog meer dan het privilege van rechtsbevoegdheid maakte dit het aflijnen van de groep suppoosten, waarover nogal eens onduidelijkheid bestond, cruciaal. Bij de visitatie van 1617 werden de regels scherper gesteld, maar het bleef een heikel punt. Vanaf 1635 werd een onderscheid gemaakt tussen volle suppoosten en kleyne gevrijden. Deze laatsten waren alleen van lokale, maar niet van hertogelijke belasting vrijgesteld. De matrikels (inschrijvingsregisters) waren in principe doorslaggevend om al dan niet suppoost te zijn.

## Opheffing en voortzettingen
Bij wet van 15 september 1793 werd tot afschaffing van alle colleges en universiteiten van de Franse Republiek beslist, hoewel de universiteiten in Frankrijk nog actief bleven tot aan de nieuwe wet van 7 ventôse jaar III (25 februari 1795) die in hun plaats de "Écoles Centrales" stichtte.
In 1797 werd de soevereiniteit over de Zuidelijke Nederlanden door het Traktaat van Campo Formio officieel door de Heilige Roomse Keizer aan Frankrijk overgedragen. De Leuvense universiteit werd onder het Directoire afgeschaft en door een decreet van het Dijledepartement van 25 oktober 1797 werd de afschaffingswet uit 1793 van toepassing op de Leuvense universiteit. Wautier, bureauchef van het Departement van de Dijle en Charles Antoine de La Serna Santander legden deze beslissing ten uitvoer.
De universiteit en haar colleges sloten op 9 november 1797. Haar roerende goederen en vooral haar rijke bibliotheek met 80.000 boeken werden overgebracht naar de École centrale van Brussel, door de wet aangeduid als officieel voortzetter en vervanger van de oude Universiteit Leuven.

### Rijksuniversiteit Leuven
Vanaf 1817 werd Leuven opnieuw een universitaire stad: op 6 oktober 1817 werd door de regering van het Verenigd Koninkrijk der Nederlanden de Rijksuniversiteit Leuven geopend. Het was een neutrale en niet-confessionele universiteit, en een groot aantal professoren van deze Rijksuniversiteit Leuven was al hoogleraar aan de gesloten oude universiteit van Leuven. Men vond ze na 1834 niet meer terug (vanwege hun leeftijd of hun filosofische ingesteldheid) in de nieuwe Katholieke Universiteit van Mechelen, weldra verhuisd als Katholieke Universiteit Leuven.
Maar zoals Geertrui Couderé het schreef: Maar dat er te Leuven ooit een Rijksuniversiteit heeft bestaan is voor velen steeds een onbekend feit en de oorzaak dat de Rijksuniversiteit lange tijd in de taboesfeer verbleef.

### Oprichting katholieke universiteit

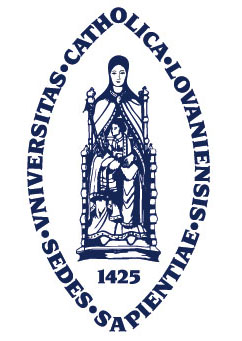
Pseudo-middeleeuwse zegel, geschapt in 1909, van de Katholieke Universiteit Leuven, met de datum 1425 van haar gedroomde geschiedenis.

In 1834 werd de Katholieke Universiteit van Mechelen door de bisschoppen gesticht in de geest van de katholieke herovering van paus Gregorius XVI. Zodra de Leuvense Rijksuniversiteit in 1835 werd afgeschaft, beslisten de bisschoppen om hun Katholieke Universiteit naar Leuven te verhuizen en de naam Katholieke Universiteit Leuven aan te nemen. De nieuwe Katholieke Universiteit Leuven moest een bolwerk zijn tegen "de voortgang van deze rampzalige doctrines die al een halve eeuw de fundamenten van de samenleving hebben geschud".
Deze nieuwe universiteit had geen juridische of persoonlijke banden met de oude door de wet afgeschafte universiteit. Geen enkele professor van de oude universiteit heeft bijvoorbeeld na 1834 opnieuw gedoceerd. Ook waren er geen geestelijke banden met de oude Universiteit Leuven, die net als de andere middeleeuwse universiteiten zoals Oxford, Cambridge, Heidelberg enz. geen katholieke universiteit was, maar een universiteit in een katholiek land. De middeleeuwse universiteiten waren corporaties (universitates) van denkers en onderzoekers die zich, niet tegen de wereld maar in de wereld, in vrijheid aan de wetenschappen wilden wijden.
De oude Universiteit van Leuven dankte haar ontstaan aan de beslissing van de hertog van Brabant en van de burgerlijke overheden van Leuven. Dit was gesteund op het burgerlijke recht zoals het werd toegepast door de civiele overheden van Brabant en niet op het kerkelijk recht zoals de religieuze orden. Dit was dus zeer verschillend van de nieuwe Gregoriaanse Katholieke Universiteit van Leuven die in 1834-1835 tot stand kwam. De oude universiteit was, na een korte protestante periode, het centrum geworden van het bajanisme en van het jansenisme, twee doctrines die in Leuven geboren en gegroeid waren. Ze was tot haar opheffing het "Jansenistische Rome". Op haar einde was een aantal onder de professoren vrijmetselaar of aanhanger van de verlichting, het febronianisme en het jozefisme. Geen van hen wilde of mocht dan ook na 1835 aan de nieuwe katholieke universiteit doceren. Wel kon men enkele onder hen ontmoeten in de Rijksuniversiteit Leuven (1817-1835) of, na 1834, in de Vrije Universiteit Brussel.

### Continuïteit
De hedendaagse KU Leuven, ook gekend als Katholieke Universiteit Leuven, beschouwt zich als de voortzetting van de middeleeuwse universiteit. Dat hierin tijdens de revolutietijd een hiaat is ontstaan, is een lot dat Leuven deelt met de meeste oude Europese universiteiten die op een bepaald ogenblik onder het Franse gezag kwamen. In tegenstelling tot de academies in het Verenigd Koninkrijk of elders, hebben geen van deze universiteiten hun oorspronkelijke structuur behouden. Dit belet niet dat ze zich allemaal beroepen op een stichting in de middeleeuwen of in de nieuwe tijd. Zo beroepen de verschillende universiteiten die zijn voortgekomen uit de Parijse Sorbonne zich alle op een traditie van acht eeuwen universitaire vorming. Leuven sluit zich hier dus bij aan.
Er is voor Leuven nog een tweede continuïteit aan te wijzen. De universiteit uit de middeleeuwen dankte haar ontstaan aan een pauselijke beslissing. De nieuwe instelling werd in 1834 eveneens, op vraag van de Belgische bisschoppen, door paus Gregorius XVI toegestaan. De universiteiten onder het ancien régime hadden allen een confessionele stempel. In tegenstelling tot de meesten, die na de revolutiejaren een neutrale overheidsinstelling werden, is Leuven in naam, bestuursvorm en reglementen een confessionele instelling gebleven. Naar kerkelijke opvatting was daarbij, ondanks de drie decennia onderbreking, ook in rechte geen verjaring ingetreden en was de Katholieke Universiteit van 1834 de rechtmatige en directe voortzetting en belichaming van de in 1797 opgeheven universiteit.

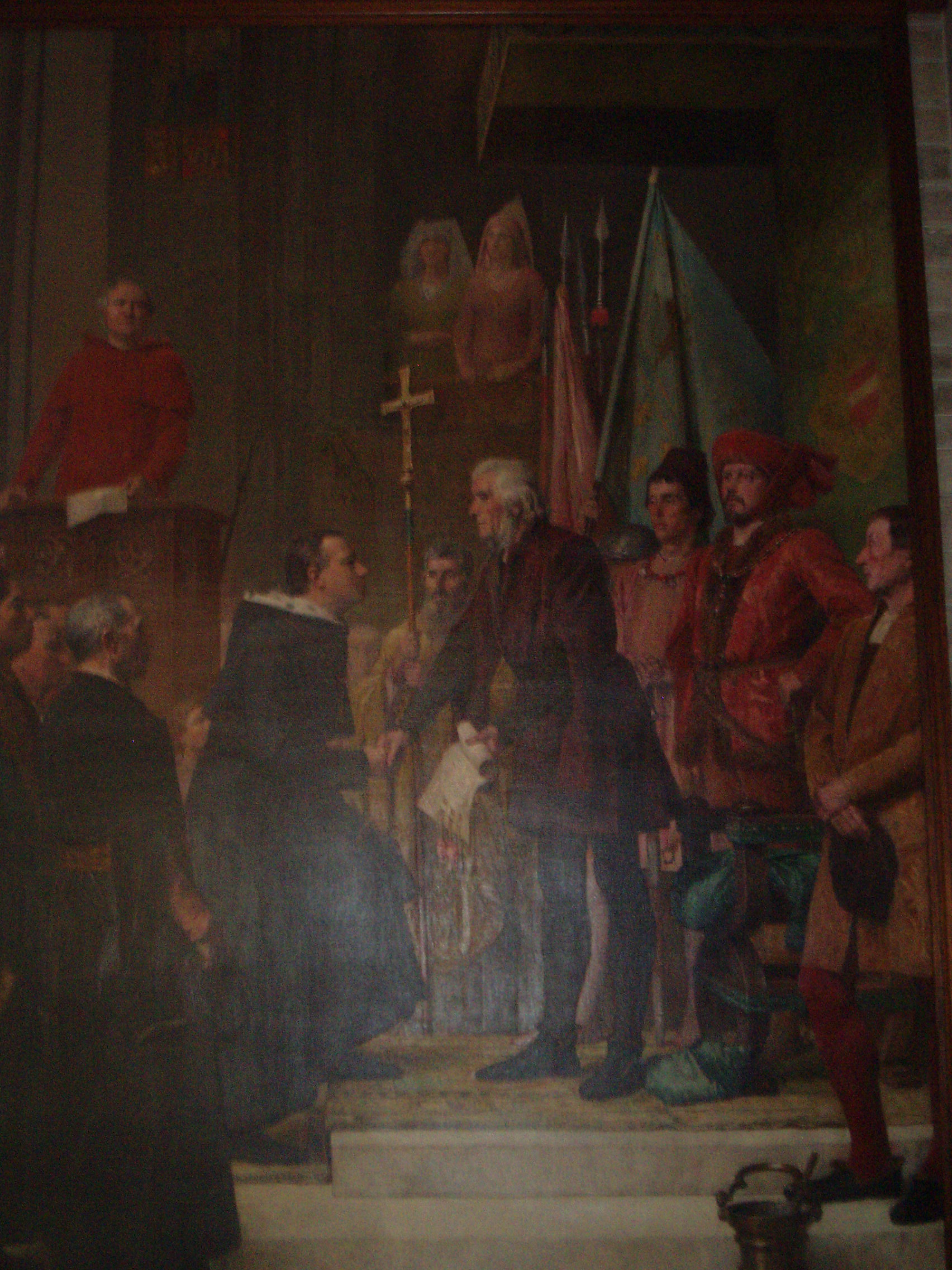
Willem Neve, scholaster van het kapittel van de Sint-Pieterskerk en 1e rector, ontvangt de pauselijke bul. Hiermee is de universiteit gesticht. Hertog Jan IV was niet aanwezig, zijn hofhouding wel. Ceremonie in de Sint-Pieterskerk van Leuven (schilderij van Hennebicq in het stadhuis van Leuven)

## Locaties
Het voornaamste lesgebouw was de Universiteitshal, waar de studenten van de hogere faculteiten college volgden. In de voorbereidende artesfaculteit werd gedoceerd in de Vicus Artium en daarnaast in de vier pedagogieën: Het Varken, De Lelie, De Burcht en De Valk. Hoewel de pedagogieën een overwegend educatieve functie hadden, boden ze ook onderdak aan studenten. Andere studenten verbleven op kamers of in een van de tientallen colleges die Leuven rijk was. 

## Personaliteiten

### Vermaarde wetenschappers en docenten
- 15e eeuw:
  - Joannes Varenacker (godgeleerdheid)
- 16e eeuw:
  - Hieremias Thriverius of Jeremius de Drijvere
  - Adriaan van Utrecht (Adriaan Floriszoon Boeyens of paus Adrianus VI)
  - Rembert Dodoens (Rembertus Dodonaeus, botanicus)
  - Cornelius Gemma, arts en astronoom
  - Elbertus Leoninus, jurist
- Humanisten:
  - Erasmus (Geert Geerts of Gerhard Gerhards)
  - Leonardus Lessius (Lenaert Leys)
  - Justus Lipsius (Jodocus (of Joost) Lips)
  - Mercator (Gerard de Kremer of de Cremer)
  - Vesalius (Andries van Wesele)
  - Juan Luis Vives (Ioannes Ludovicus Vives)
  - Baius (Michel de Bay)
- 17e eeuw:
  - Cornelius Jansenius (grondlegger van het jansenisme)
  - Pierre-Lambert Ledrou
  - Jan Antoon Locquet, later voorzitter van de Grote Raad van Mechelen en kanselier van Brabant
  - Christianus Lupus
  - Erycius Puteanus (Hendrik van der Putten)
  - Petrus Stockmans
  - Johannes van Neercassel
  - Philip Verheyen
  - Zeger Bernhard van Espen
  - Nicolaus Vernulaeus
  - Franciscus Zypaeus
- 18e eeuw:
  - Josse Le Plat
  - Jacob Thomas Jozef Wellens
  - Jean-Noël Paquot
  - Henri-Joseph Rega, arts
  - Jan Jozef van Leemput (° Rotterdam, 1768-?), rector 1783-1785.
  - Cornelius Franciscus de Nelis
  - Jan Frans van de Velde
  - Jan Antoon Brenart (rechten)
  - Henri Clavers, licentiaat wijsbegeerte in De Valk (1785), rector 1780 (februari-augustus) en 1787-?
  - Jan Willem van Leempoel
  - Willem Walric van Leempoel
  - Charles Lambrechts

### Alumni

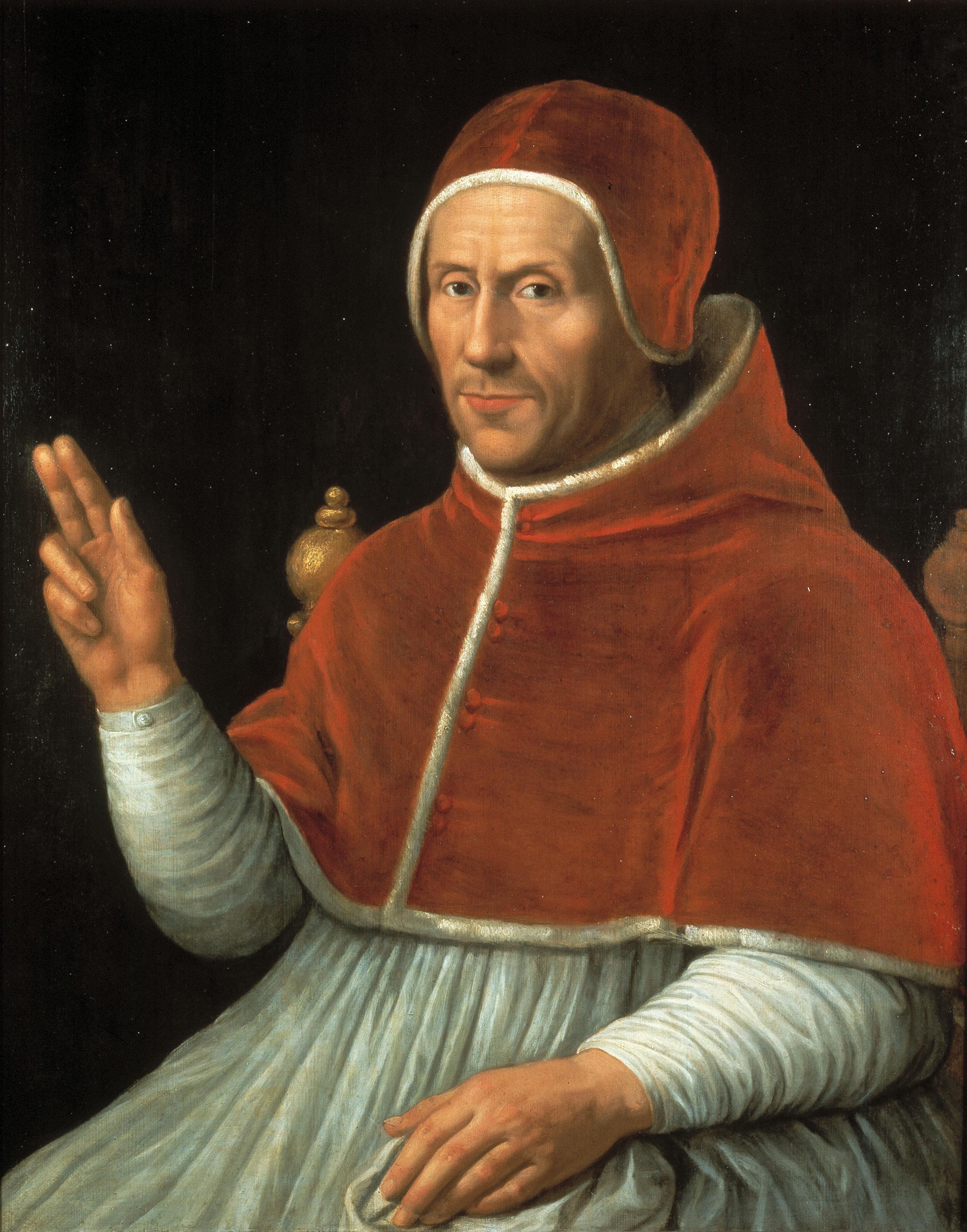
Paus Adrianus VI
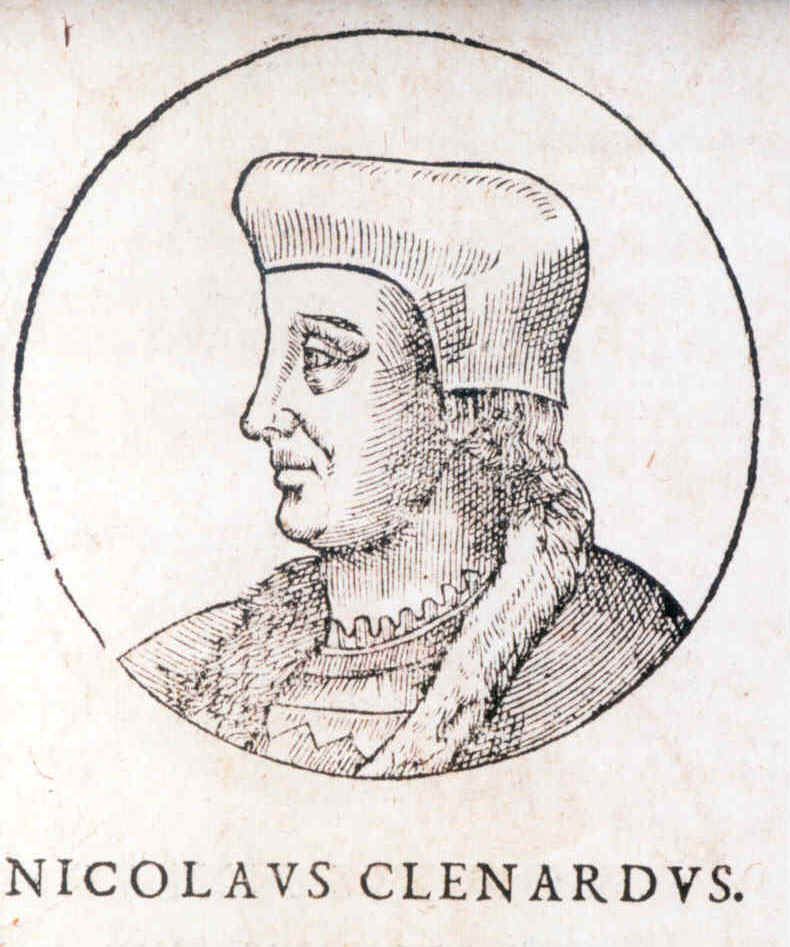
Nicolaes Cleynaerts
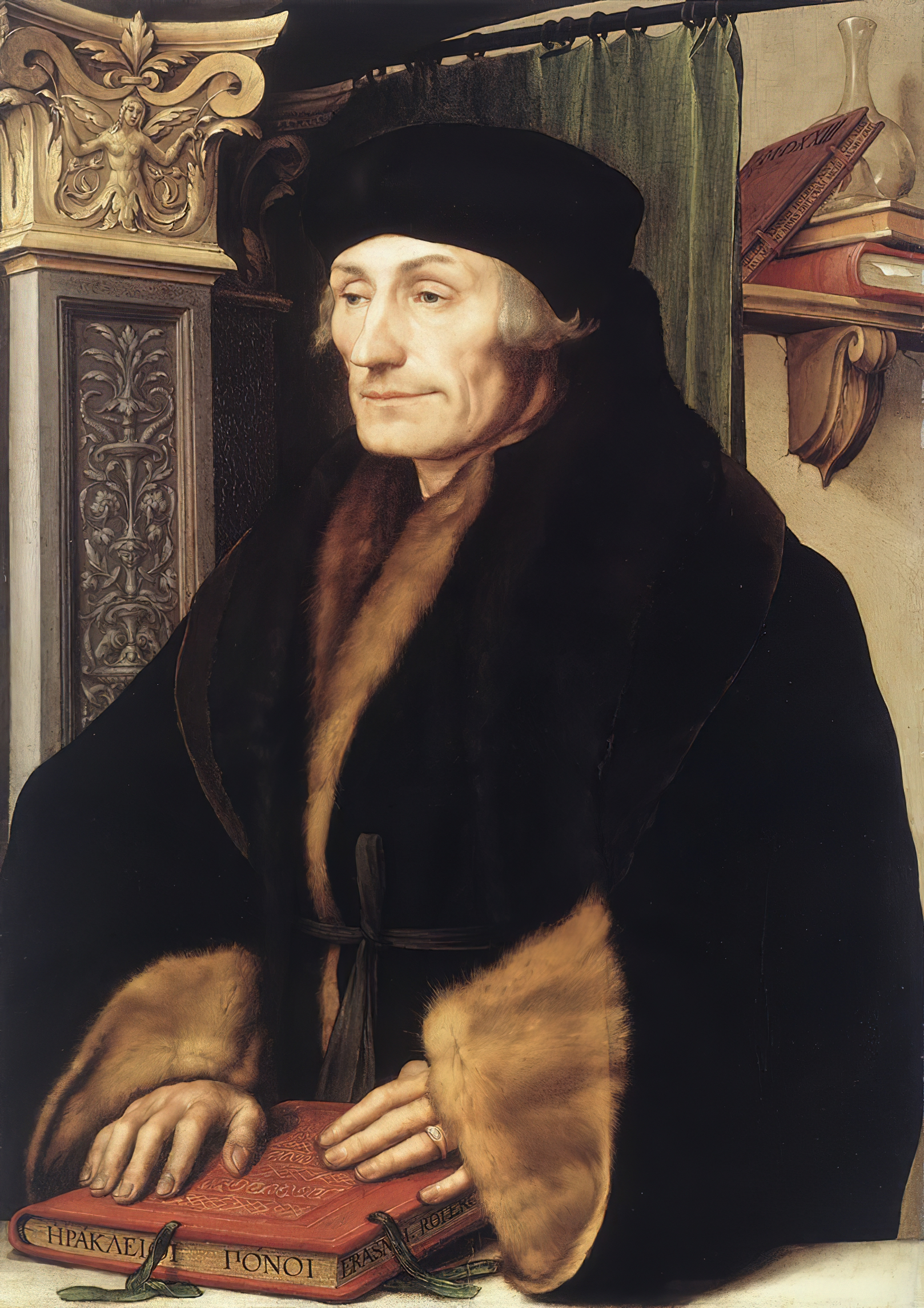
Desiderius Erasmus door Hans Holbein de Jonge
Johan van Oldenbarnevelt
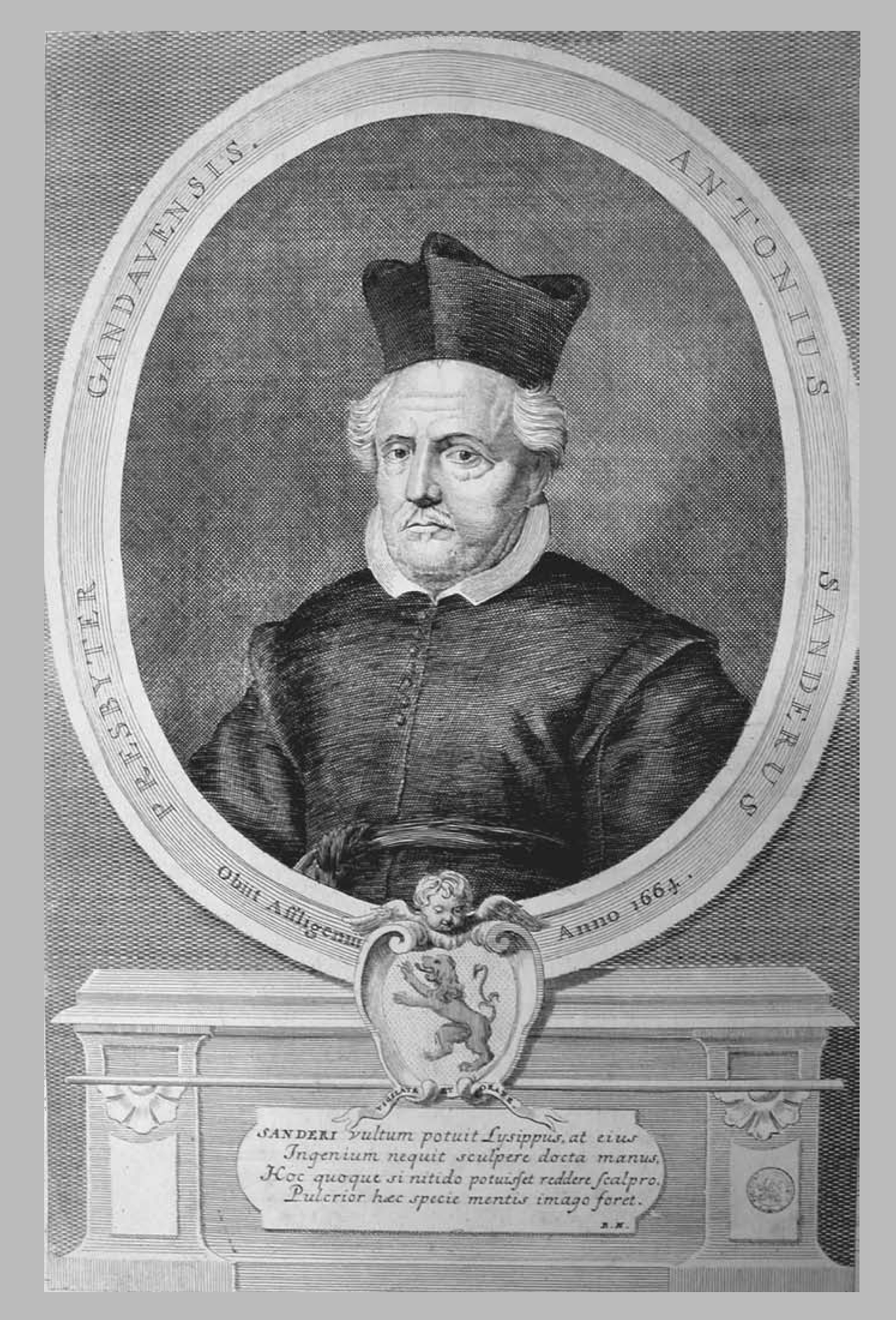
Antonius Sanderus
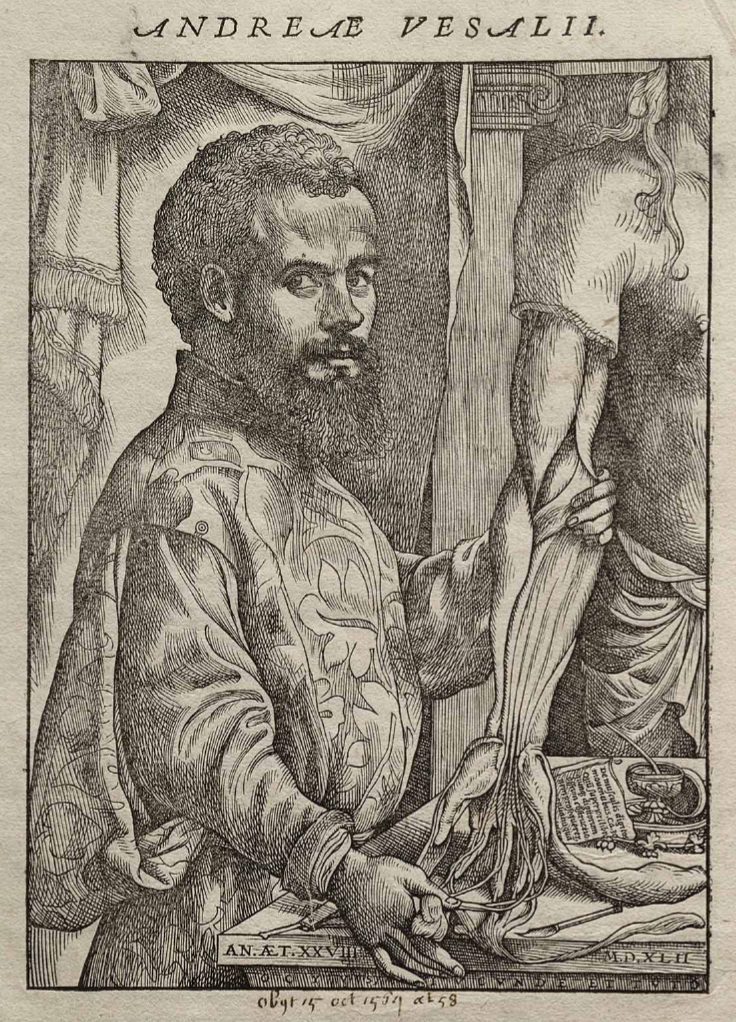
Andreas Vesalius

## Archieven
Het grootste deel van de archieven van de oude universiteit van Leuven berusten in het Rijksarchief te Leuven en zijn een ware goudmijn aan gegevens over personen en gebeurtenissen in de Zuidelijke Nederlanden van de 15de tot de 18de eeuw en voor de geschiedenis van de universiteit zelf. De matrikels (inschrijvingsregisters) bevatten gegevens over 144.000 personen en zijn online geplaatst.
De oorkonden van de oude universiteit worden bewaard door het Universiteitsarchief van de KU Leuven. Tussen 2018 en 2021 werd deze verzameling gerestaureerd en gedigitaliseerd.
In juni 2013 werd het volledige archief van de universiteit ingeschreven op de Werelderfgoedlijst voor documenten van UNESCO. Op 8 mei 2014 werd het certificaat van deze inschrijving overhandigd tijdens een plechtigheid in Leuven.